# Austrosynotis
Austrosynotis é um género botânico pertencente à família Asteraceae.